# Martin Weber
Martin Weber, född 15 april 1954 i Pappenheim (numera: Kleinschmalkalden) i Thüringer Wald, är en tysk tidigare backhoppare och nuvarande backhoppningstränare som tävlade för Östtyskland (DDR). Han representerade ASK Vorwärts i Oberhof.

## Karriär
Martin Weber startade sin internationella backhoppningskarriär i tysk-österrikiska backhopparveckan säsongen 1976/1977. Han blev nummer 27 i öppningstävlingen i Schattenbergschanze i Oberstdorf i Västtyskland. Weber var första gången på prispallen i backhopparvecken 30 december 1977 i Oberstdorf. Då blev han nummer två, efter landsmannen Matthias Buse. Östtyskland hade 5 backhoppare bland de 8 bästa i tävlingen. Weber blev nummer tre sammanlagt i backhopparveckan 1977/1978, efter segrande Kari Ylianttila från Finland och Matthias Buse. Östtyskland hade 5 utövare bland de 6 bästa sammanlagt
Weber vann deltävlingen i backhopparveckan 6 januari 1980 i Paul-Ausserleitner-Schanze i Bischofshofen i Österrike. Han blev nummer tre sammanlagt även säsongen 1979/1980. Tysk-österrikiska backhopparveckan 1979/1980 ingick i backhoppningsvärldscupen 1979/1980. Världscupen i backhoppning arrangerades första gången säsongen 1979/1980. Segern i Bischofshofen blev hans enda seger i en världscuptävling. Han tävlade en säsong i världscupen och blev nummer 41 sammanlagt.
Martin Weber tävlade i VM i skidflygning i Vikersund i Norge 1977. Där blev han nummer åtta, 37,5 poäng efter guldvinnaren Walter Steiner från Schweiz. I Skid-VM 1978 i Lahtis i Finland startade Weber i normalbacken. Landsmännen Matthias Buse och Henry Glass vann en dubble. Weber blev nummer 18.
Martin Weber deltog i olympiska spelen 1980 i Lake Placid i USA. Han tävlade i normalbacken i Intervale Ski Jump Complex och blev nummer 11, 29,5 poäng efter segrande Toni Innauer från Österrike och 12,4 poäng efter landsmannen Manfred Deckert och Hirokazu Yagi från Japan som delade silvermedaljen.
Efter OS-1980 avslutade Weber sin aktiva backhoppningskarriär.

## Senare karriär
Efter avslutad idrottskarriär har Martin Weber varit verksam som backhoppningstränare.